# عسگرآباد (نهاوند)
عسگرآباد (نهاوند)، روستایی از توابع بخش زرین‌دشت شهرستان نهاوند در استان همدان ایران است.